# 자동차세
자동차세, 도로세(road tax)는 바퀴가 달린 차량이 공용 도로를 이용하기 위해 포함되거나 청구되는 세금이다.

## 국가별 자동차세

### 벨기에
승객은 엔진 배기량과 동력 출력, 환경 기준(예: CO2 g/km)에 따라 차등되는 등록비를 지불한다. 자동차가 만들어내는 CO2 g/km가 많을수록 비용이 더 많이 소요된다.

### 홍콩
엔진 배기량 기준:
- ≤ 1500 cc = HK$3,929
- 1501 cc- 2500 cc = HK$5,794
- 2501 cc- 3500 cc = HK$7,664
- 3501 cc- 4500 cc = HK$9,534
- >4500 cc = HK$11,329

### 일본
| 급         | 세금        |
| ---------- | ----------- |
| 모터사이클 | ¥1,500      |
| 경자동차   | ¥2,500      |
| 승용차     | ¥5,000 / 톤 |
| 트럭       | ¥2,500 / 톤 |

### 미국
미국의 경우 각 주마다 연간 등록비 규정에 차등을 두고 있다.

### 라트비아
- 총 무게
  - ≤1500 kg  €14,23
  - 1501 kg - 1800 kg €29,88
  - 1801 kg - 2100 kg €51,22
  - 2101 kg - 2600 kg €65,45
  - 2601 kg - 3000 kg €78,26
  - 3001 kg - 3500 kg €91,06
  - > 3500 kg €102,45
- 엔진 용적
  - ≤ 1500cc €8,54
  - 1501cc- 2000cc €21,34
  - 2001cc- 2500cc €34,15
  - 2501cc- 3000cc €51,22
  - 3001cc- 3500cc €85,37
  - 3501cc- 4000cc €149,40
  - 4001cc- 5000cc €213,43
  - >5000cc €277,46
- 엔진 최대 힘
  - ≤ 55 kW €8,54
  - 56 kW - 92 kW €21,34
  - 93 kW - 129 kW €34,15
  - 130 kW - 166 kW €51,22
  - 167 kW - 203 kW €85,37
  - 204 kW - 240 kW €149,40
  - 241 kW - 300 kW €213,43
  - > 300 kW €277,46

## 같이 보기
- 런던 혼잡통행료